# Berthold Delbrück
Berthold Delbrück (ur. 26 lipca 1842 w Putbus, zm. 3 stycznia 1922 w Jenie) – językoznawca niemiecki, jeden z twórców szkoły młodogramatyków, siostrzeniec polityka Rudolfa von Delbrücka.
W latach 1870–1913 profesor w Jenie. Położył wybitne zasługi na polu gramatyki porównawczej, pionier w tej dziedzinie, badał w szczególności składnię – porównawczo i historycznie. Wydał Syntaktische Forschungen (5 tomów, 1871–1888, wraz z Windischem); Grundriss der vergleichenden Grammatik der indogermanischen Sprachen razem z F.K. Brugmannem (opracował składnię – tomy III–V 1893–1900). W 1880 ogłosił Wstęp do studiowania języków indo-germańskich (Einleitung in das Studium der indogermanische Sprachen), indo-germanskich gdyż postulował na bazie już zdezaktualizowanego historyzmu o istotnej roli języków germańskich, marginalizując inne rodziny językowe.